# Nino Vetri
Nino Vetri (* 25. Dezember 1964 in Palermo) ist ein italienischer Musiker und Schriftsteller.

## Leben
Der Saxofonist Nino Vetri war Anfang der 1990er Jahre Mitgründer der Musikgruppe „La Banda di Palermo“. Die Gruppe realisierte die Musik für Theaterproduktionen mit Texten von T. S. Eliot, William Butler Yeats oder auch von Daniil Charms. Für den Film Il mare e la Torta von Edgar Honetschläger schrieb er 2003 die Musik. 
Im Jahr 2007 veröffentlichte er seinen ersten Roman Le ultime ore dei miei occhiali, für den er 2010 den Premio Vittorini erhielt. Er arbeitet in der Buchhandlung des Verlagshauses Sellerio, das auch seine Bücher herausgibt. Vetri hat zwei Töchter.

## Werke (Auswahl)
- Sufficit. Roman. Palermo : Sellerio, 2012
- Lume lume. Roman. Mit einem Vorwort von Andrea Camilleri. Palermo : Sellerio, 2010
  - Lume lume. Aus dem Ital. von Andreas Rosteck. Berlin : Ed. FotoTAPETA 2013
- Le ultime ore dei miei occhiali. Palermo : Sellerio, 2007.
  - Le ultime ore dei miei occhiali. Die letzten Stunden meiner Brille. Aus dem Ital. von Adelheid Mittorp. Berlin : Ed. FotoTAPETA  2011